# Deisterwald
Deisterwald ist ein Weiler der Ortsgemeinde Üttfeld im Eifelkreis Bitburg-Prüm in Rheinland-Pfalz.

## Geographische Lage
Deisterwald liegt rund 1,2 km östlich des Hauptortes Üttfeld auf einer Hochebene. Der Weiler ist hauptsächlich von landwirtschaftlichen Nutzflächen sowie einem ausgedehnten Waldgebiet im Osten umgeben. Deisterwald besteht aus zwei voneinander getrennten Siedlungsteilen. Der nördliche Teil bildet den Kern des Weilers, der südliche Teil besteht aus zwei einzelnen Anwesen und liegt rund 400 m entfernt. Nördlich von Deisterwald fließt ein Ausläufer des Waldbierbaches.

## Geschichte
Zur genauen Entstehungsgeschichte des Weilers liegen keine Angaben vor. Den Kern der Ansiedlung bildet bis heute ein größerer landwirtschaftlicher Nutzbetrieb im nördlichen Teil von Deisterwald. Vermutlich entstand die Besiedelung hiervon ausgehend.

## Kultur und Sehenswürdigkeiten

### Bunkeranlagen
In Deisterwald befinden sich drei Bunkeranlagen des ehemaligen Westwalls. Zwei davon befanden sich innerhalb des heute bebauten Gebietes und sind nicht mehr erhalten. Der dritte Bunker befindet sich innerhalb einer Ackerfläche.

### Naherholung
Die Ortsgemeinde Üttfeld ist für ihre Lage inmitten der naturbelassenen Landschaft sowie für die aufgelockerte Siedlungsform bekannt. Es gibt Möglichkeiten zum Wandern im Hauptort sowie einige Angebote für Urlauber. Nennenswert ist auch die ehemalige Bahnstrecke der Westeifelbahn, die heute teilweise als Fahrradweg dient.

## Wirtschaft und Infrastruktur

### Unternehmen
In Deisterwald ist ein landwirtschaftlicher Nutzbetrieb ansässig.

### Verkehr
Es existiert eine regelmäßige Busverbindung.
Deisterwald ist durch die Landesstraße 15 von Üttfeld in Richtung Euscheid erschlossen.